# Кастелнуово (Пиза)
Кастелнуово је насеље у Италији у округу Пиза, региону Тоскана.
Према процени из 2011. у насељу је живело 111 становника. Насеље се налази на надморској висини од 4 м.